# Earl Sixteen
Earl Sixteen (ou Earl 16), de son vrai nom Earl Daley, est un chanteur de reggae né à Kingston (Jamaïque) en 1958. Il n'a jamais été un artiste de premier plan, même s'il a interprété le classique Malcolm X, mais sa carrière connaît un nouveau départ depuis la fin des années 1990, en particulier sur des productions digitales anglaises (comme son compatriote Peter Broggs).

## Biographie
À 13 ans, il remporte un concours de chant devant des concurrents nommés Michael Rose et Junior Moore. Il fait ses débuts professionnels dès l'âge de 16 ans (d'où son nom d'artiste). Il était à l'époque leader du groupe Flaming Phonics.
Il se lance en solo avec une composition de Winston McAnuff : Malcolm X en 1975 pour Joe Gibbs, qui sera reprise et rendue célèbre par Dennis Brown. Il est ensuite produit par Roy Cousins pour les albums de 1982 et 1983 : Julia et Song for a reason. En 1985 sort un album des sessions au Studio One : Showcase contenant son hit Love is a feeling. Puis, Earl 16 décide de faire une pause. Il s’installe à Londres en 1987 et c’est sans surprise qu’il réapparaît en 1988 en Angleterre, en reprenant une chanson de Simply Red "Holding Back The Years". Au début des années 1990, il enregistre l'album "Babylon Walls" pour Ariwa ainsi que des singles pour Mad Professor. Puis il signe avec de nombreux producteurs britanniques. Il crée son propre label 'Merge Prod' en 1997 et sort l'album Steppin'Out, suivi de Feel the Fire, chez WEA.

## Discographie
- 1979 - Phoenix of Peace
- 1980 - Shining Star
- 1981 - Reggae Sound
- 1982 - Julia
- 1982 - Song for a Reason (Tamoki Wambesi)
- 1982 - Super Duper
- 1983 - Special Request
- 1984 - Songs Of Love And Hardship
- 1985 - Showcase (Studio One)
- 1985 - Year 2000 (Oswald Music)
- 1990 - Rootsman
- 1992 - Babylon Walls (Ariwa)
- 1995 - Them a Raiders
- 1997 - Steppin' Out
- 2000 - Feel the Fire
- 2000 - Wondrous Works (Gussie P)
- 2003 - Soldier of Jah Army
- 2004 - Live with No More Babylon - No Mash Up The Dance
- 2006 - Wake Up
- 2011 - The Fittest
- 2014 - Natty Farming